# Костермано
Костермано (італ. Costermano, вен. Costerman) — муніципалітет в Італії, у регіоні Венето, провінція Верона.
Костермано розташоване на відстані близько 440 км на північ від Рима, 130 км на захід від Венеції, 26 км на північний захід від Верони.
Населення — 3730 осіб (2014).
Щорічний фестиваль відбувається 17 січня. Покровителі — святий Антоній Великий.

## Демографія
Населення за роками:

Станом на 1 січня 2023 року в муніципалітеті офіційно проживало 277 іноземців з 44 країн, серед них 135 громадян країн Євросоюзу та 8 громадян України.

## Сусідні муніципалітети
- Аффі
- Бардоліно
- Каприно-Веронезе
- Гарда
- Риволі-Веронезе
- Сан-Цено-ді-Монтанья
- Торрі-дель-Бенако